# Lemn (instrument muzical)

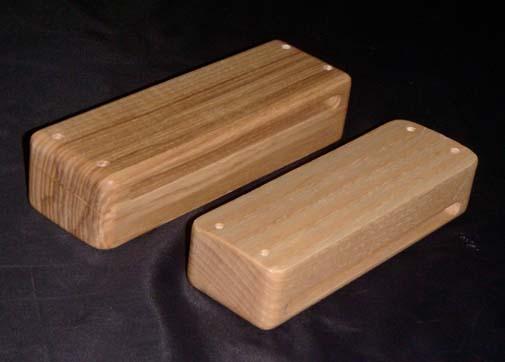
Blocuri de lemn

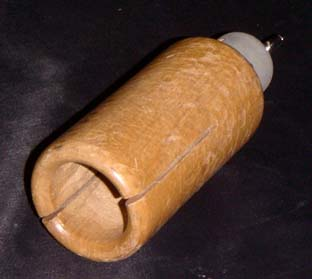
Lemn tubular

Blocul de lemn sau lemnul (desemnat și prin germ. holzblock sau engl. wood block respectiv wood cymbal pentru cel tubular) este un instrument muzical de percuție idiofon, confecționat dintr-o bucată de lemn prevăzută cu una sau mai multe fante. Acesta poate avea formă paralelipipedică (model chinezesc) sau cilindrică, tubulară (model american). Este lovit cu un băț pentru a emite un sunet caracteristic.